# Pionothele
Pionothele is een spinnengeslacht in de taxonomische indeling van de bruine klapdeurspinnen (Nemesiidae).
Pionothele werd in 1902 beschreven door Purcell.

## Soort
Pionothele omvat de volgende soort:
- Pionothele straminea Purcell, 1902